# Alexander 1. af Skotland
Alexander 1. af Skotland (middelaldergælisk: Alaxandair mac Maíl Coluim; moderne gælisk: Alasdair mac Mhaol Chaluim) (ca. 1078 - 23. april 1124), posthumt kaldenavn Den Barske/Vilde, var konge af Skotland fra 1107 til sin død i 1124.

## Liv
Alexander var den femte søn af Malcolm III af sin kone Margaret af Wessex, grandniece af Edvard Bekenderen. Alexander blev opkaldt efter pave Alexander 2.
Alexander var den yngre bror til kong Edgar, som var ugift og uden børn. Han blev derfor i 1104 (og måske tidligere) hans brors 'Heir presumptive'. I det år var han den senior lægmand, der var til stede ved undersøgelsen af resterne af Saint Cuthbert i Durham forud for deres genindgriben. Han havde lande i Skotland nord for Forth og i Lothian.
Efter Edgars død i 1107 efterfulgte Alexander den skotske krone; men i henhold til Edgars instruktioner fik deres bror David en appanage i det sydlige Skotland. Edgar's vilje gav David landene i det tidligere kongerige Strathclyde eller Cumbria, og dette blev tilsyneladende aftalt på forhånd af Edgar, Alexander, David og deres svoger Henrik 1. af England. Alexander erkendte formentlig kong Henrik 1. af England som hans overherre, for hvilket han blev meget upopulær.
I 1113 krævede David, måske efter Henriks anmodning, og med støtte fra hans anglo-normandiske allierede, yderligere land i Lothian langs Upper Tweed og Teviot . David modtog ikke titlen konge, men "prins af Cumbria", og hans lande forblev under Alexander's endelige myndighed.

## Regeringstid
De keltiske lords i nord, misfornøjet ved indførelsen af normanniske vaner og skikke i Skotland, steg til oprør til fordel for en af efterkommere af Lulach. Oprøret blev lagt med vildskab. Alexander fik ry for at være barsk og vild efter at have undertrykt netop dette oprør.
I 1114 sluttede Alexander sig til sin svoger, Henrik 1. af England, om kampagne i Wales mod Gruffudd ap Cynan fra Gwynedd. En yderligere alliance med England blev skabt, da kongen ægtede Sybil, den illegitime datter af hans svoger, Henrik 1. Ægteskabet producerede ingen børn. Sybil døde ved Eilean Nam Ban (kvindernes ø) på Loch Tay i juli 1122 og blev begravet på Dunfermline Abbey. Alexander ikke giftede sig igen.
Ligesom alle sønner af Margrethe af Skotland, var Alexander både troende og akademisk. Han støttede den skotske kirke og modstod engelske forsøg på at placere den under ærkebiskop Pens myndighed i York.

## Død og eftermæle
Kong Alexander 1. døde den 23 april, 1124, på Stirling Castle og blev begravet på Dunfermline Abbey. Han forlod ingen legitime arvinger og blev efterfulgt af sin bror, David 1.
Alexander havde en uægte søn, Malcolm MacHeth, der udfordrede sin onkel, David 1., for den skotske trone efter Alexanders død. Malcolm er en relativt uklar figur for det meste på grund af knaphed på kildemateriale, som kun vises i Pro-David, engelske kilder. Han blev fængslet i Roxburgh i mange år bagefter, måske indtil hans død et stykke tid efter 1157.